# کیوستندیل (شهر)
شهر کیوستندیل یکی از شهرهای کشور بلغارستان است. این شهر مرکز استان کیوستندیل است. و جمعیت آن در سال ۲۰۱۱ میلادی ۴۴٬۵۳۲ نفر بوده‌است
- فهرست شهرهای بلغارستان